# Anthimos Kapsis
Anthimos Kapsis (grec: Άνθιμος Καψής; 3 de setembre de 1950) és un exfutbolista grec de la dècada de 1970.
Fou 35 cops internacional amb la selecció grega.
Pel que fa a clubs, defensà els colors de Panathinaikos FC de 1969 a 1984.
És pare del també futbolista Michalis Kapsis.